# What's Up?
«What's Up?» es una canción interpretada por la agrupación 4 Non Blondes. Fue escrita por Linda Perry para el álbum Bigger, Better, Faster, More!. Fue lanzada como el segundo sencillo del álbum en 1993. La canción tuvo éxito en las radios. Alcanzó la posición 14 en el Billboard Hot 100. Sin embargo, el sencillo tuvo mejores posiciones alrededor del mundo, llegando al primer lugar en Alemania, Chile e Irlanda y el segundo en el Reino Unido y Australia.
La canción ocupó el puesto 84 en la lista de VH1 de los 100 mejores one-hit wonders. También obtuvo el lugar 16 en la lista de la revista Blender de las 50 peores canciones de toda la historia. Igualmente, ocupó el puesto 19 en la lista de Spinner.com de las 20 peores canciones de toda la historia.

## Antecedentes
Pese a que el nombre de la canción se titula What's Up? ("¿qué pasa?", "¿Que hay de nuevo?", "¿que tal?"), nunca aparece esta frase en la canción. La que si predomina es la expresión  what's goin' on? ("¿que está pasando?") prominentemente en el coro. Finalmente optaron por el título "What's Up?" para evitar la confusión con el nombre de la canción y el álbum de 1971 "What's Going On", de Marvin Gaye. El video musical fue dirigido por Morgan Lawley.

## Versiones
- La banda alemana de eurodance Minnesota grabó una versión dance en 1993 y logró ingresar en las listas de Bélgica y Suiza.[6]
- Un remix de la canción, realizado por DJ Miko en 1994, llegó a la posición 6 en el Reino Unido.[7]
- En la serie Sense8 es mostrada más de una vez.[8]
- También ha sido versionada por Lady Gaga varias veces en directo.[cita requerida]
- En 2018 Leo Moracchioli lanzó una versión heavy metal de la canción.[9]

## Formatos y canciones
Sencillo de 7" / Sencillo en CD
1. «What's Up?» – 4:16
2. «What's Up?» (piano versión) – 4:09

CD maxisencillo
1. «What's Up?» (edit) – 4:16
2. «What's Up?» (remix) – 4:51
3. «Train» – 3:47
4. «What's Up?» (piano versión) – 4:09

Casete
1. «What's Up?» (LP versión)
2. «Train» (LP versión)
3. «What's Up?» (LP versión)
4. «Train» (LP versión)

## Certificaciones y ventas
| País           | Certificación | Fecha                   | Ventas    | Ref.   |
| -------------- | ------------- | ----------------------- | --------- | ------ |
| Alemania       | Doble platino | 1993                    | 1 000 000 | [ 10 ] |
| Austria        | Platino       | 8 de septiembre de 1993 | 30 000    | [ 11 ] |
| Estados Unidos | Oro           | 10 de agosto de 1993    | 500 000   | [ 12 ] |
| Países Bajos   | Platino       | 1993                    | 60 000    | [ 13 ] |
| Reino Unido    | Plata         | 1 de agosto de 1993     | 250 000   | [ 14 ] |
| Suecia         | Oro           | 4 de octubre de 1993    | 10 000    | [ 15 ] |

## Listas de popularidad
| Lista (1993)                     | Posición más alta |
| -------------------------------- | ----------------- |
| Australian Singles Chart         | 2                 |
| Ö3 Austria Top 40                | 1                 |
| Billboard Hot 100                | 14                |
| Billboard Modern Rock Tracks     | 29                |
| Billboard Mainstream Rock Tracks | 16                |
| Billboard Mainstream Top 40      | 15                |
| European Hot 100                 | 1                 |
| Irish Singles Chart              | 1                 |
| Listas musicales de Alemania     | 1                 |
| Lista flamenca de Bélgica        | 1                 |
| Listas musicales de Francia      | 3                 |
| Dutch Top 40 (Países Bajos)      | 1                 |
| New Zealand Singles Chart        | 2                 |
| Ö3 Austria Top 40                | 1                 |
| Sverigetopplistan (Suecia)       | 1                 |
| Swiss Record Charts              | 1                 |
| UK Singles Chart                 | 2                 |
| VG-lista (Noruega)               | 1                 |

## Sucesiones
| Anterior: «What is Love» de Haddaway                                            | Irish Singles Chart — Sencillo Nro 1 18 de julio de 1993 — 15 de agosto de 1993                                              | Siguiente: «Living on My Own» de Freddie Mercury                            |
| Anterior: «(I Can't Help) Falling in Love with You» de UB40                     | Topplistan — Sencillo Nro 1 11 de agosto de 1993 — 15 de septiembre de 1993                                                  | Siguiente: «Life» por Haddaway                                              |
| Anterior: «(I Can't Help) Falling in Love with You» de UB40 «Life» por Haddaway | Eurochart Hot 100 — Sencillo Nro 1 14 de agosto de 1993 — 21 de agosto de 1993 16 de octubre de 1993 — 23 de octubre de 1993 | Siguiente: «Mr. Vain» de Culture Beat «Living on My Own» de Freddie Mercury |
| Anterior: «Mr. Vain» de Culture Beat                                            | Media Control Charts — Sencillo Nro 1 20 de agosto de 1993 — 22 de octubre de 1993                                           | Siguiente: «Go West» de Pet Shop Boys                                       |